# Patrick Bevin
Patrick Bevin (ur. 15 lutego 1991 w Taupō) – nowozelandzki kolarz szosowy. Olimpijczyk (2020).

## Osiągnięcia
Opracowano na podstawie:

2009
- 1. miejsce w mistrzostwach Oceanii juniorów (start wspólny)
- 1. miejsce na 4. i 7. etapie Tour of Southland

2012
- 3. miejsce w mistrzostwach Nowej Zelandii (start wspólny)
- 1. miejsce w Thompson Bucks County Classic

2014
- 1. miejsce w klasyfikacji punktowej Rás Tailteann
  - 1. miejsce na 2. i 4. etapie

2015
- 3. miejsce w mistrzostwach Nowej Zelandii (jazda indywidualna na czas)
- 2. miejsce Herald Sun Tour
  - 1. miejsce na 4. etapie
- 1. miejsce w The REV Classic
- 1. miejsce w klasyfikacji punktowej Tour de Taiwan
  - 1. miejsce na 2. etapie
- 2. miejsce w Tour de Korea
  - 1. miejsce na 4. etapie

2016
- 1. miejsce w mistrzostwach Nowej Zelandii (jazda indywidualna na czas)
- 1. miejsce na 1. etapie Czech Cycling Tour (jazda drużynowa na czas)

2018
- 1. miejsce na 1. etapie Tirreno-Adriático (jazda drużynowa na czas)
- 1. miejsce na 3. etapie Tour de France (jazda drużynowa na czas)
- 1. miejsce w klasyfikacji punktowej Tour of Britain
- 3. miejsce w mistrzostwach świata (jazda drużynowa na czas)

2019
- 1. miejsce w mistrzostwach Nowej Zelandii (jazda indywidualna na czas)
- 1. miejsce w klasyfikacji punktowej Tour Down Under
  - 1. miejsce na 2. etapie

2022
- 1. miejsce w Presidential Cycling Tour of Turkey
  - 1. miejsce na 7. etapie
- 1. miejsce na 3. etapie Tour de Romandie

## Rankingi
| Rok              | 2012 | 2013 | 2014 | 2015 | 2016 | 2017 | 2018 | 2019 | 2020 | 2021 | 2022 |
| ---------------- | ---- | ---- | ---- | ---- | ---- | ---- | ---- | ---- | ---- | ---- | ---- |
| UCI World Tour   |      |      |      |      | 177. | 222. | 201. |      |      |      |      |
| World Ranking    |      |      |      |      | 315. | 510. | 206. | 175. | 877. | 464. | 248. |
| UCI Europe Tour  | -    | -    | 428. | -    | 478. | 525. | 285. |      |      |      |      |
| UCI Asia Tour    | -    | -    | -    | 7.   | -    | -    | -    |      |      |      |      |
| UCI America Tour | 56.  | -    | -    | -    | -    | -    | -    |      |      |      |      |
| UCI Oceania Tour | 11.  | 33.  | -    | 2.   | 29.  | -    | -    | 10.  | 46.  | 25.  | 20.  |
|                  |      |      |      |      |      |      |      |      |      |      |      |
| Źródło: UCI      |      |      |      |      |      |      |      |      |      |      |      |